# Мария Баденская (1865—1939)
София Мария Луиза Амелия Жозефина Баденская (нем. Sophie Marie Luise Amelie Josephine von Baden; 26 июля 1865, Баден—29 ноября 1939, Баден) — принцесса Баденская, в браке — последняя герцогиня-консорт Ангальта.

## Биография
Принцесса Мария была старшим ребёнком принца Вильгельма Баденского (1829—1897) и Марии Максимилиановны Лейтенбергской (1841—1914). По отцу приходилась внучкой великому герцогу Баденскому Леопольду и Софии Шведской, по матери — герцогу Максимилиану Лейхтенбергскому и великой княгине Марии Николаевне. У Марии был младший брат, принц Максимилиан, будущий канцлер Германии.
2 июля 1889 года в Карлсруэ принцесса Мария вышла замуж за наследного принца Ангальта Леопольда Фридриха (будущего герцога Фридриха II Ангальтского), второго сына герцога Фридриха I и Антуанетты Саксен-Альтенбургской. Брак был бездетным.
24 января 1904 года супруг Марии унаследовал титул герцога.
Герцогиня Мария занималась благотворительностью. В 1892 году, ещё будучи наследной принцессой, она вместе со своей свекровью герцогиней Антуанеттой способствовала основанию ангальтского заведения диаконисс (нем. der Anhaltischen Diakonissenanstalt).Так же жертвовала книги «Die Bibliothek des Melanchthonhauses», которая находилась в Бреттене.
В 1914 году были выпущены памятные монеты номиналом 3 и 5 марок, посвящённые серебряной свадьбе герцогской четы.
10 января 1918 года Фридрих II учредил крест Святой Марии, которым награждались женщины и девушки, отличившиеся при уходе за ранеными. На медальоне переплетаются инициалы Ф и М.
21 апреля 1918 года герцогиня Мария овдовела. Так как у супругов не было наследника, трон унаследовал младший брат Фридриха принц Эдуард. Однако Мария осталась последней герцогиней Ангальта, так как Эдуард был разведён, а наследовавший ему Иоахим Эрнст не успел жениться до своего отречения в 1918 году.
Герцогиня Мария скончалась 29 ноября 1939 года и была похоронена в семейном мавзолее в Дессау, но позднее останки были перезахоронены в общей безымянной могиле.